# ホルン協奏曲
ホルン協奏曲（ホルンきょうそうきょく）は、ホルンを独奏楽器とする協奏曲。

## 歴史
19世紀にバルブホルンが発明されるまでは、ホルンに出せる音は基本的に自然倍音に限られ、そのほかの高さの音については、右手の出し入れによって音を上げたり下げたりすることができるだけであった。このため、この時代のホルンは独奏楽器とするにはあまり自由な楽器とは言えなかった。
このような時代において、モーツァルトの作曲した4曲のホルン協奏曲は大変な意欲作である。
近代以降では、リヒャルト・シュトラウスの作品が有名。

## 主な作曲家と作品
- テレマン - ホルン協奏曲 TWV 51:D8
- J.ハイドン - ホルン協奏曲第1番 Hob. VIId/3、第2番 Hob. VIId/4（真偽未確定）、2つのホルンのための協奏曲 Hob. VIId/5 （真偽未確定）
- M.ハイドン -
- モーツァルト - 4曲のホルン協奏曲+未完1曲
- ウェーバー - ホルンのための小協奏曲
- シューマン - 4本のホルンと管弦楽のためのコンツェルトシュテュック
- サン＝サーンス - ホルンと管弦楽のための演奏会用小品
- アッテルベリ - ホルン協奏曲
- フランツ・シュトラウス（リヒャルトの父親） - ホルン協奏曲ハ短調作品8
- リヒャルト・シュトラウス - 2曲のホルン協奏曲
- ヒンデミット - ホルン協奏曲
- グリエール - ホルン協奏曲
- オトマール・シェック - ホルン協奏曲
- アーノルド - 2曲のホルン協奏曲
- ナッセン - ホルン協奏曲
- リース - 2台のホルンのための協奏曲 変ホ長調 WoO.19
- リゲティ - ハンブルク協奏曲（英語版）
- マシューズ - ホルン協奏曲（オランダ語版）
- サッリネン - ホルン協奏曲（オランダ語版）
- 細川俊夫 - ホルン協奏曲